# Gastón Rodríguez Olivera
Matías Gastón Rodríguez Olivera, noto semplicemente come Gastón Rodríguez (Montevideo, 12 febbraio 1994), è un calciatore uruguaiano, portiere del Rangers de Talca.

## Carriera
Cresciuto nel settore giovanile del Defensor Sporting, ha esordito in prima squadra il 9 ottobre 2016 disputando l'incontro di Primera División Profesional perso 3-1 contro il Fénix. Nel gennaio 2020 è stato ceduto al Dep. Valdivia.